# If You Belong To Me
«If You Belong to Me» ( Si Me Perteneces) es el cuarto sencillo del álbum Tambu de la banda de rock Toto, Grabado y Lanzado en 1995.

## Información
La canción fue escrita por David Paich, Steve Lukather y Stan Lynch. En términos de ventas no fue tan exitosa como los sencillos anteriores como I Will Remember, pero fue un éxito comercial, tanto que se ubicó en la posición #60 del UK Singles Chart. La canción es una balada una poca más rápida, y tiene como invitado en la grabación a Michael Fisher, quien se desempeña como percusionista adicional. La canción no tiene videoclip.

## Lista de canciones
1. "If You Belong To Me" - 4:00
2. "Slipped Away" - 3:05

## Músicos
- Steve Lukather: Voz, coros, guitarra.
- David Paich: Teclados.
- Simon Phillips: Batería.
- Mike Porcaro: Bajo.
- Jenny Douglas Mc-Rae: Coros.
- Michael Fisher: Percusión.

- Datos: Q3148076